# Sussex County (Delaware)
Das Sussex County ist das südlichste und das flächenmäßig größte der drei Countys des US-amerikanischen Bundesstaates Delaware. Bei der Volkszählung im Jahr 2020 hatte das County 237.378 Einwohner und eine Bevölkerungsdichte von 97,7 Einwohnern pro Quadratkilometer. Der Verwaltungssitz (County Seat) ist Georgetown.

## Geographie
Das Sussex County liegt – wie ganz Delaware – auf der Delmarva-Halbinsel und liegt an deren Atlantikküste am Ausgang der Delaware Bay; im Westen und Süden grenzt es an Maryland. Das Sussex County hat eine Fläche von 3.097 Quadratkilometern; davon sind 668 Quadratkilometer Wasserflächen. An das Sussex County grenzen folgende Countys in Delaware, Maryland und New Jersey:
| Caroline County (Maryland) | Kent County                 | Cape May County (New Jersey)1 |
|                            |                             |                               |
| Wicomico County (Maryland) | Worcester County (Maryland) |                               |

1 – Seegrenze in der Delaware Bay

## Geschichte
Die erste menschliche Besiedlung liegt 10.000 bis 14.000 Jahre zurück. Die verschiedenen Stämme, die das heutige Delaware bevölkerten, gehörten der Algonkin - Sprachfamilie an. Die bekanntesten Völker waren die Lenni Lenape (auch Delaware genannt) und die Nanticoke. Besonders entlang der Gewässer war die Besiedlungsdichte vergleichsweise hoch, da der Fischfang eine besondere Rolle spielte. Daneben spielte vor allem in den Sommermonaten der Ackerbau eine große Rolle. In Ergänzung dazu wurde in den dichten Wäldern auch Jagd auf Hirsche und Kleintiere gemacht.
Zwischen 1593 und 1630 wurde die Küste von europäischen Seefahrern aus verschiedenen Ländern erkundet. 1609 entdeckte Henry Hudson, der im Auftrag der Niederländischen Ostindien - Kompanie unterwegs war, den Delaware River. Ein Jahr später landete der englische Seefahrer Samuel Argall und benannte die Region nach Thomas West, 3. Baron De La Warr, dem Gouverneur von Virginia, woraus sich der heutige Name „Delaware“ entwickelte.
Im heutigen Sussex County fand die erste ständige Ansiedlung von Europäern in Delaware statt. Im Jahr 1631 wurde mit Zwaanendael (das heutige Lewes) die erste ständige europäische Siedlung auf dem Gebiet des heutigen Sussex County gegründet. Der holländische Kapitän David Pietersz. de Vries landete, um einen Walfangstützpunkt an der mittleren Atlantikküste Nordamerikas einzurichten. 1632 verließ De Vries die Kolonie und musste bei seiner Rückkehr erleben, dass diese von den Indianern niedergebrannt und die Bewohner getötet worden waren. Damit war der holländische Teil der Kolonialgeschichte im Gebiet des heutigen Sussex County beendet.
Das Sussex County wurde 1683 von William Penn als Teil der damaligen Kolonie Pennsylvania gegründet. Benannt wurde es nach der englischen Grafschaft Sussex. Mit der Mason-Dixon-Linie die Grenze zur benachbarten Kolonie Maryland endgültig festgelegt, die neben der Grenze zwischen Pennsylvania und Maryland auch zur Grenze zwischen den Sklavenhalterstaaten und denen, in denen die Sklaverei verboten war, wurde. Im Jahr 1769 wurde der Verwaltungssitz des Sussex County von Lewes nach Cross Roads, dem heutigen Milton verlegt.
1776 erfolgte die Amerikanische Unabhängigkeitserklärung und Delaware war durch seine allmähliche Abspaltung von Pennsylvania (1704 – eigenes Parlament, 1710 – eigene Verwaltung, 1776 – Gründung des Bundesstaates Delaware) einer der dreizehn Gründungsstaaten der USA. Im Gegensatz zu Pennsylvania wurde Delaware aber zu einem Staat, in dem die Sklaverei erlaubt wurde.
1791 wurde Georgetown, der heutige Verwaltungssitz des Countys, gegründet, um für die Verwaltung einen zentral gelegenen Ort festzulegen.

## Demografische Daten
Nach der Volkszählung im Jahr 2000 lebten im Sussex County 156.638 Menschen in 62.577 Haushalten und 43.866 Familien. Die Bevölkerungsdichte betrug 64 Personen pro Quadratkilometer. Ethnisch betrachtet setzte sich die Bevölkerung zusammen aus 80,3 Prozent Weißen, 14,9 Prozent Afroamerikanern, 0,6 Prozent amerikanischen Ureinwohnern, 0,7 Prozent Asiaten und 2,0 Prozent aus anderen ethnischen Gruppen; 1,4 Prozent stammten von zwei oder mehr Ethnien ab. 4,4 Prozent der Bevölkerung waren spanischer oder lateinamerikanischer Abstammung, die verschiedenen der genannten Gruppen angehörten.
Von den 62.577 Haushalten hatten 27,1 Prozent Kinder unter 18 Jahren, die mit ihnen lebten. 54,9 Prozent waren verheiratete, zusammenlebende Paare, 11,3 Prozent waren allein erziehende Mütter und 29,9 Prozent waren keine Familien. 24,3 Prozent aller Haushalte waren Singlehaushalte und in 11,1 Prozent lebten Menschen im Alter von 65 Jahren oder darüber. Die durchschnittliche Haushaltsgröße lag bei 2,45 und die durchschnittliche Familiengröße bei 2,88 Personen.
22,5 Prozent der Bevölkerung war unter 18 Jahre alt, 7,0 Prozent zwischen 18 und 24, 26,3 Prozent zwischen 25 und 44, 25,6 Prozent zwischen 45 und 64 Jahre alt und 18,5 Prozent waren 65 Jahre oder älter. Das Durchschnittsalter betrug 41 Jahre. Auf 100 weibliche kamen statistisch 95,5 männliche Personen und auf 100 Frauen im Alter von 18 Jahren oder darüber kamen 92,8 Männer.

Das durchschnittliche Einkommen eines Haushaltes betrug 39.208 USD, das einer Familie 45.203. USD. Männer hatten ein durchschnittliches Einkommen von 30.811 USD, Frauen 23.625 USD. Das Prokopfeinkommen lag bei 20.328 USD. Etwa 7,7 Prozent der Familien und 10,5 Prozent der Bevölkerung lebten unterhalb der Armutsgrenze.

## Städte und Gemeinden
Citys
- Rehoboth Beach
- Seaford

Towns
| - Bethany Beach - Bethel - Blades - Bridgeville - Dagsboro | - Delmar - Dewey Beach - Ellendale - Fenwick Island - Frankford | - Georgetown - Greenwood - Henlopen Acres - Laurel - Lewes | - Milford1 - Millsboro - Millville - Milton - Ocean View | - Selbyville - Slaughter Beach - South Bethany |

Census-designated place (CDP)
- Long Neck

Unicorportated Communities
- Gumboro
- Lincoln
- Oak Orchard

1 – teilweise im Kent County